# 新特罗伊茨科耶农村居民点 (彼得罗巴甫洛夫卡区)
新特罗伊茨科耶农村居民点（俄语：Новотроицкое сельское поселение）是俄罗斯联邦沃罗涅日州彼得罗巴甫洛夫卡区所属的一个农村居民点。其下辖有2个居民点，行政中心为新特罗伊茨科耶。据2016年统计，该农村居民点的人口为827人。